# Жером Бонапарта
Жером Бонапарта (фр. Jérôme Bonaparte; Ајачо, 15. новембар 1784 — Вилежени, 24. јун 1860) је био најмлађи Наполеонов брат.Наполеон га је прогласио краљем Вестфалије (1807—1813). Када је његов нећак Наполеон III постао председник Француске Жером је био председник сената.
Сви познати савремени чланови породице Бонапарта воде директно порекло од њега, пошто су линије његове старије браће Наполеона, Лисјена и Луја Бонапарте угашене.

## Детињство и младост
Рођен је као Роланд Бонапарта у Ајачиу на Корзици као осмо дете. Био је млађи брат 
- Жозефа Бонапартеа,
- Наполеона,
- Лисјена Бонапарте,
- Луја Бонапарте,
- Паулине Бонапарте и
- Каролина Бонапарта

Студирао је на католичком колеџу. Пре одласка у САД служио је у француској мормнарици. Ишао је на Хаити и пратио је депеше. Оженио се 24. децембра 1803.године Елизабетом Патерсон, ћерком балтиморскога трговца. Наполеон је поништио тај брак. Вратио се 1805. у Француску.

## Краљ Вестфалије
Постао је краљ Вестфалије 1807. Вестфалска краљевина је била краткоживућа вазална држава (1807—1813), коју је створио Наполеон од држава северозападне Немачке. Главни град је био Касел. Жером се оженио Катарином од Виртемберга, са којом је имао сина Наполеона Жозефа Шарл Пола Бонапарту, који је познат по надимку "Принц Наполеон" или „Плон-Плон“. За време Наполеонове инвазије Русије командовао је једним корпусом француске војске од 70.000 војника. То је била војска из Вестфалије. Веома мало се њих вратило из Русије. Још пре битке код Лајпцига Жером је побегао 30. септембра из своје престолнице Казела, који су били напали руски козаци. Вратио се 
17. октобра 1813, да покупи драгоцености и после тога је отишао у Париз. Руси су укинули Вестфалску краљевину. Када је Наполеон побегао са Елбе Жером је учесвовао у бици код Ватерлоа.

## После Наполеоновог пада
Након Наполеонова пада Жером је живео у Аустрији, Италији и Белгији. У Француску се вратио тек 1847. Када је његов нећак Наполеон III постао председник Француске Жером је 1850. постао маршал, а декретом из 1852. проглашен је наследником француског престола. Био је председник француског сената. Умро је 1860. Његов унук Жарл Жозеф Бонапарта био је амерички државни тужилац. Основао је 1908 ФБИ.